# 데버리 제이컵스
데버리 제이컵스(Devery Jacobs, 1993년 8월 8일 ~ )는 캐나다의 배우이다.

## 출연 작품
- 모호크 걸스 (2013-15)
- 블러드 퀀텀 (2019)
- 잭 모턴과 언더월드 (2019-2020)
- 신들의 전쟁 (2019-21)
- 러더포드 폴스 (2021)
- 보호구역의 개들 (2021-23)
- 왓 이프...? 시즌 2 (2023) - 카호리 역 (목소리)
- 에코 (2024) - 보니 역